# Velcí Bulhaři
Velcí Bulhaři, v originále Великите българи (Velikite Bulgari), byla televizní soutěž, který dle licencovaného modelu BBC 100 největších Britů uspořádala roku 2006 bulharská veřejnoprávní stanice Българска национална телевизия. Cílem ankety bylo určit největší osobnost bulharských dějin.

## Výsledky

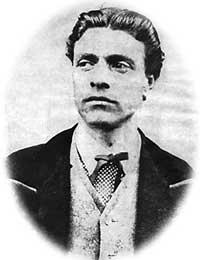
Vasil Levski

1. Vasil Levski
2. Petar Danov
3. Asparuch
4. Symeon I.
5. Christo Botev
6. Boris I.
7. Cyril a Metoděj
8. Stefan Stambolov
9. Ivan Vazov
10. Paisij Chilendarski
11. John Vincent Atanasoff
12. Christo Stoičkov
13. Baba Vanga
14. Todor Živkov
15. Georgi Asparuchov
16. Kalojan
17. Krum
18. Ivan Asen II.
19. Vladimir Dimitrov-Majstora
20. Ivan Rilský
21. Azis
22. Ivan Kostov
23. Aleko Konstantinov
24. Volen Siderov
25. Georgi Benkovski
26. Neno Jurukov
27. Slavi Trifonov
28. Nikola Vapcarov
29. Bojko Borisov
30. Lili Ivanovová
31. Dan Kolov
32. Kuvrat
33. Tonka Obretenova
34. Georgi Rakovski
35. Petko Vojvoda
36. Rajna Kňagina
37. Valja Balkanska
38. Georgi Dimitrov
39. Albena Denkova
40. Ghena Dimitrova
41. Christo Georgievi
42. Atanas Burov
43. Kolju Fičeto
44. Emil Dimitrov
45. Evtimij
46. Samuel I.
47. Aleksandar Stambolijski
48. Georgi Parcalev
49. Zahari Stojanov
50. Nikolaj Hajtov
51. Kliment Ochridský
52. Veselin Topalov
53. Jordan Jovkov
54. Goce Delčev
55. Pejo Javorov
56. Raina Kabaivanska
57. Tervel
58. Ahmed Dogan
59. Hadži Dimitar
60. Boris III.
61. Nežka Robeva
62. Nevena Kokanová
63. Boris Christov
64. Jordan Radičkov
65. Jane Sandanski
66. Dimitar Pešev
67. Elin Pelin
68. Vasil Aprilov
69. Apostol Karamitev
70. Georgi Parvanov
71. Dimčo Debeljanov
72. Zacharij Zograf
73. Panajot Volov
74. Sergej Stanišev
75. Simeon II.
76. Ludmila Živkova
77. Bratři Miladinovi
78. Stefan Karadža
79. Nikolaj Gjaurov
80. Stojanka Mutafova
81. Dimitar Spisarevski
82. Ljuben Karavelov
83. Stefka Kostadinovová
84. Christo Smirnenski
85. Georgi Ivanov
86. Petar Beron
87. Valeri Petrov
88. Georgi Kalojančev
89. Geo Milev
90. Sofronij Vračanský
91. Ekaterina Dafovská
92. Dimitar Talev
93. Todor Aleksandrov
94. Penčo Slavejkov
95. Filip Kutev
96. Krakra Pernický
97. Ivet Lalovová
98. Panajot Hitov
99. Omurtag
100. Asen Zlatarov